# 茶谷堂
株式会社茶谷堂（ちゃたにどう）は日本の東京都にある芸能事務所。

## 主な業務
- 芸能プロダクション事業
- ヴォイストレーニング事業（ヴォイスエイジング）
- 制作事業（映像、舞台制作など）